# Złoty wiek kultury żydowskiej na Półwyspie Iberyjskim

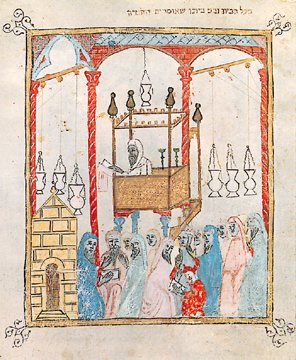
Kantora w Al-Andalus czytający historię wyjścia z Egiptu, z XIV-wiecznej barcelońskiej hagady

Złoty wiek kultury żydowskiej w Hiszpanii wiąże się z epoką średniowiecza w Europie oraz okresem muzułmańskiego zwierzchnictwa nad większością Półwyspu Iberyjskiego. W tym czasie Żydzi byli ogólnie akceptowaną częścią społeczeństwa i rozkwitało ich życie religijne, kulturalne i ekonomiczne. 
Charakter i rozpiętość czasowa „Złotego wieku” są przedmiotami debaty historycznej. Według niektórych badaczy okres ten rozpoczął się wraz z muzułmańskim podbojem (przez Umajjadów) państwa Wizygotów w latach 711–718. Inni umiejscawiają początek w roku 912, w którym na tron emira Kordoby wstąpił Abd ar-Rahman III. Koniec tego okresu bywa datowany na rok 1031 (upadek Kalifatu Kordoby), 1066 (data masakry Żydów w Grenadzie), 1090 (podbój Almorawidów) lub środek XII wieku (podbój Almohadów).

## Debata nad charakterem epoki
Stosunek do niemuzułmanów w Kalifacie jest przedmiotem debat badaczy i komentatorów, w szczególności osób zainteresowanych kwestią koegzystencji muzułmanów i niemuzułmanów we współczesnym świecie. Część historyków argumentuje, że Żydzi (i inne mniejszości religijne) byli traktowani wyraźnie lepiej, gdy Półwysep Iberyjski był pod panowaniem muzułmanów, niż pod władzą chrześcijańskiej Europy Zachodniej. Według tych badaczy, Żydzi w czasach kalifatu żyli w unikalnym „złotym wieku” tolerancji, szacunku i harmonii. Wprawdzie w Al-Andalus wykształciło się kluczowe centrum żydowskiego życia wczesnego średniowiecza, w którego łonie tworzyli ważni myśliciele judaizmu, a wspólnota żydowska doświadczała stabilności i rozkwitu ekonomicznego, to jednak wśród uczonych nie ma zgody co do tego, czy relacje między Żydami a muzułmanami można uznawać za wzór stosunków międzywyznaniowych, czy raczej podejście do Żydów było podobne do traktowania ich w innych miejscach w tym czasie. 
Według Marii R. Menocal z Uniwersytety Yale, specjalizującej się w literaturze iberyjskiej, „tolerancja była nieodłącznym aspektem społeczeństwa andaluzyjskiego”. W swojej książce Ornament of the World argumentuje ona, że żyjąc w kalifacie jako zimmi, Żydzi mieli wprawdzie mniej praw od muzułmanów, ale ich położenie było lepsze niż na chrześcijańskim obszarze Europy. Żydzi z innych miejsc Europy podróżowali do Al-Andalus, gdzie – podobnie jak w przypadku sekt chrześcijańskich uznawanych w katolickiej Europie za heretyckie – byli nie tyleż tolerowani, co nie mieli ograniczanych możliwości praktykowania wiary oraz prowadzenia handlu. 
Orientalista Bernard Lewis krytykuje ten punkt widzenia, określając go ahistorycznym i przesadzonym. Argumentuje on, że tradycyjnie islam nie oferuje równości ani nawet tego nie udaje. Lewis dodaje, że byłoby to zarówno „teologicznym i logicznym absurdem”. Stwierdza jednak: 

Ogólnie biorąc, Żydom wolno było praktykować religię i żyć zgodnie z prawami oraz pismami [określającymi podstawy] ich społeczności. Ponadto ograniczenia, którym podlegali, miały raczej charakter społeczny i symboliczny, niż były namacalne i praktyczne. Innymi słowy, uregulowania te służyły raczej określeniu związku pomiędzy dwiema społecznościami, niż opresji ludności żydowskiej.

Z kolei Mark Cohen, profesor studiów bliskowschodnich na Uniwersytecie w Princeton, w swojej książce Under Crescent and Cross teorię o międzywyznaniowej harmonii nazywa „mitem”. Zdaniem Cohena mit ten rozpowszechniany był pierwotnie przez żydowskich historyków w XIX wieku (na przykład Heinricha Graetza) w celu wytknięcia chrześcijańskim krajom złego traktowania Żydów. Jak twierdzi historyk, mit ów zderzył się z „kontrmitem neopłaczliwej koncepcji historii żydowsko-arabskiej”, rozpowszechnianej przez Bat Ye’or i innych, który również nie znajduje uzasadnienia w świetle rzeczywistości historycznej.

## Rozkwit Złotego Wieku
Począwszy od roku 681 n.e. chrześcijańscy wizygoccy władcy Hiszpanii silnie prześladowali Żydów. Z tego powodu w VIII wieku Żydzi z radością powitali muzułmańskich (arabskich i berberyjskich) zdobywców Hiszpanii. Na krótki okres podbite miasta Kordoba, Malaga, Grenada, Sewilla i Toledo przeszły pod kontrolę swych żydowskich mieszkańców, których uzbroili mauretańscy najeźdźcy. Zdobywcy znieśli dyskryminujące zarządzenia Wizygotów i nadali Żydom pełne prawa religijne, wymagając od nich jedynie opłaty w wysokości jednego złotego dinara od głowy (tzw. dżizja).
Dla Żydów zamieszkujących Półwysep Iberyjski nastał okres tolerancji. Wraz z imigracją z Afryki Północnej populacja żydowska zaczęła wyraźnie wzrastać. Kultura żydowska miała szczególnie sprzyjające warunki rozwoju po roku 912, gdy Kalifatem Kordoby władali Abd ar-Rahman III i jego syn, Al-Hakam II. Żydzi działali w służbie kalifatu w wielu dziedzinach. Zajmowali się handlem i rozwojem ówczesnego przemysłu, w szczególności handlem jedwabiem i niewolnikami, co pozytywnie wpływało na rozwój gospodarczy państwa. Wzrost znaczenia ekonomicznego społeczności Żydów w tym czasie nie miał sobie równych. Jednocześnie Żydzi chętnie zajmowali się zgłębianiem nauk. W Toledo byli oni zaangażowani w przekłady manuskryptów arabskich na języki romańskie oraz tłumaczenia z greki i języka hebrajskiego na język arabski. Żydzi wnieśli również wkład do botaniki, geografii, medycyny, matematyki, poezji i filozofii. 
Nadwornym lekarzem i wezyrem kalifa 'Abd ar-Rahmana był Chasdaj ibn Szaprut, patron Menachema ibn Saruka, Dunasza ben Labrata i innych żydowskich uczonych oraz poetów. 
Dzięki żydowskim teologom i poetom – Mojżesz Majmonides, Jehuda Halewi, Samuel ibn Nagrela, Mojżesz ibn Ezra, Solomon ben Gebirol – myśl żydowska rozkwitała. Za panowania 'Abd er-Rahmana uczony Mojżesz ben Hanoch objął funkcję rabina Kordoby. Wkrótce Andaluzja stała się centrum studiów talmudycznych, a Kordoba – ośrodkiem spotkań żydowskich uczonych-erudytów. 
Ówczesny status prawny Żydów można określić mianem częściowej autonomii. Jako zimmi, czyli „chronieni niemuzułmanie”, Żydzi w świecie islamu podlegali opłacie dżizji, która była regulowana oddzielnie od podatku zakat, wnoszonego przez muzułmanów. Dżizję postrzegano różnie – jako podatek pogłówny, opłata za uniknięcie poboru do wojska lub jako haracz. Żydzi mieli własny system prawa oraz usługi publiczne. Monoteistyczne religie Ludów Księgi były tolerowane, jednak odwodzono od wyraźnego eksponowania oznak wiary, np. poprzez dzwony lub procesje.
Porównując traktowanie Żydów w średniowiecznym świecie islamu i chrześcijańskiej Europie, można stwierdzić, że byli oni o wiele silniej zintegrowani z politycznym i ekonomicznym życiem świata islamu i zazwyczaj doświadczali w tym czasie o wiele mniej prześladowań od muzułmanów niż od chrześcijan, chociaż od XI wieku notowane są przypadki przemocy antyżydowskiej również w świecie islamskim.

## Schyłek epoki

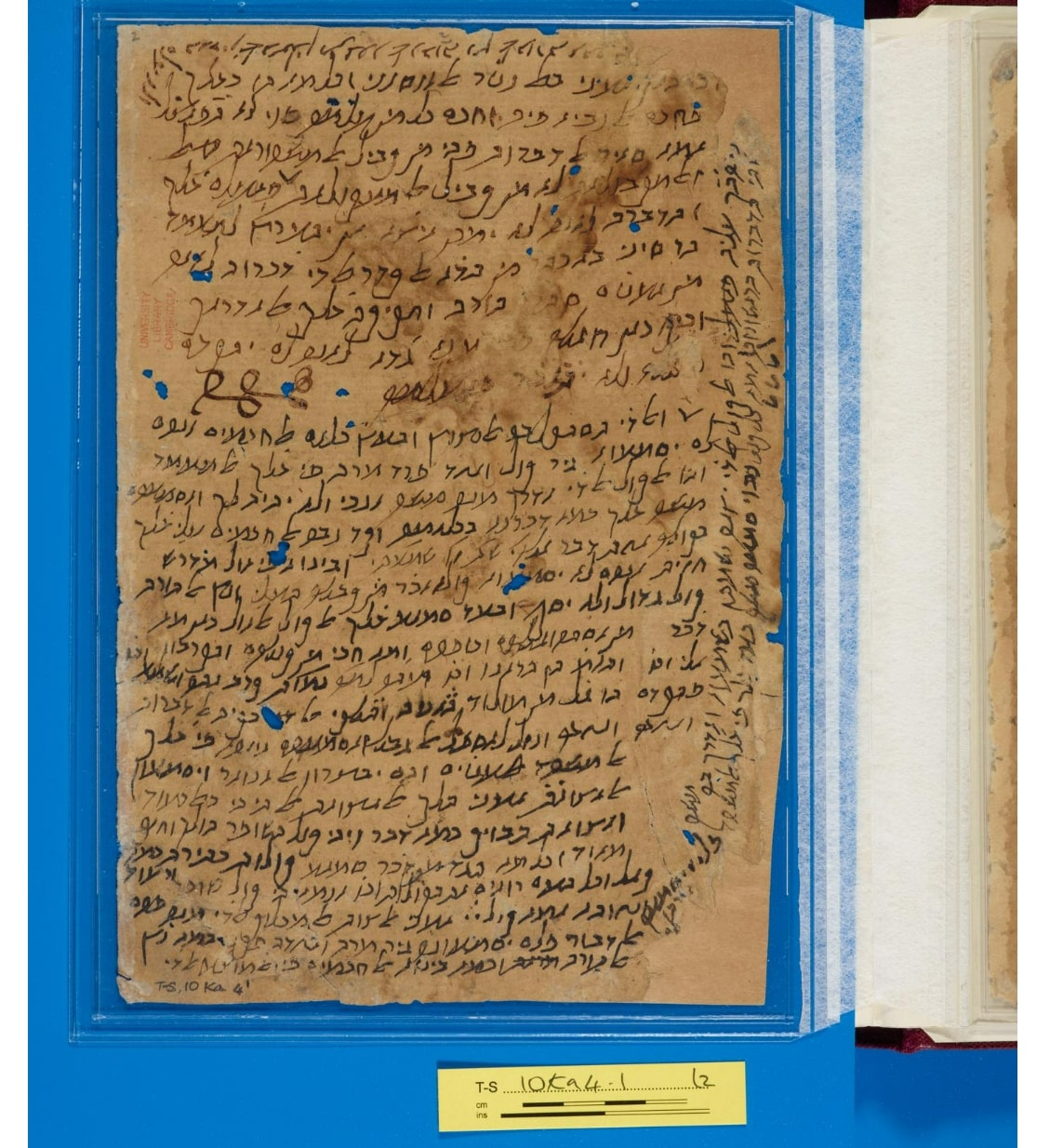
Dwie strony manuskryptu Majmonidesa, jednego z największych żydowskich uczonych żyjących w Al-Andalus. Dzieło w języku arabskim zostało zapisane pismem hebrajskim

Wraz ze śmiercią Al-Hakama II, w roku 976, Kalifat Kordoby wszedł w swój okres schyłkowy, zaś pod panowaniem licznych mniejszych państewek sytuacja Żydów stawała się coraz bardziej niepewna. Do pierwszej poważnej fali przemocy doszło 30 grudnia 1066 w Grenadzie, gdy tłum muzułmański, wdzierając się do pałacu kalifa ukrzyżował żydowskiego wezyra Josefa ibn Nagrelę. Dokonano wówczas masakry większości żydowskiej ludności miasta. Według Jewish Encyclopedia w jednym dniu zginęło ponad 1500 żydowskich rodzin, w liczbie 4000 osób. Był to pierwszy  przypadek prześladowań Żydów pod rządami muzułmanów.
Sytuacja Żydów pogorszyła się w 1090 wraz z inwazją Almorawidów, purytańskiej sekty muzułmańskiej wywodzącej się z Maroka. Jednak nawet za ich panowania niektórzy spośród Żydów prosperowali ekonomicznie (przy czym za czasów Alego ibn Jusufa pomyślniej niż za jego ojca, Jusufa ibn Taszfina). Spośród noszących tytuły wezyra oraz nasi wymienić można poetę i lekarza Abu Ayyub Solomona ibn al-Mu'allama, czy Abrahama ibn Meir ibn Kamniala, Abu Izaaka ibn Muhadżara oraz Solomona ibn Farusala. Wprawdzie Almorawidzi zostali wypędzeni z Al-Andalus w 1148 roku, jednak wkrótce Półwysep został przejęty przez jeszcze bardziej purytańskich Almohadów. 
Za rządów tej berberyjskiej dynastii wielu żydowskich (a nawet muzułmańskich) uczonych opuściło kontrolowaną przez Almohadów część Półwyspu. Udawali się oni do Toledo, które z kolei w 1085 zostało przejęte przez siły chrześcijańskie. 
Obecność żydowska na Półwyspie Iberyjskim trwała do końca XV wieku. Po długim okresie prześladowań, który nastał po zdobyciu Hiszpanii przez chrześcijańskich władców, zostali oni w 1492 wygnani z Hiszpanii (por. Edykt z Alhambry), a w 1497 z Portugalii.

## Znamienne postacie
- Abu al-Fadl ibn Hasda, filozof, wezyr w Saragossie
- Abu Ruiz ibn Dahri, walczył na wojnie przeciwko Almohadom
- Amram ben Izaak ibn Szalbib, uczony i dyplomata na dworze Alfonsa VI
- Bachja ibn Pakuda, rabin, filozof i autor traktatu Chowot ha-Lewawot
- Biskup Bodo-Eleazar, według Jewish Encyclopedia, „konwertyta na judaizm … [który] … udał się do Kordoby, gdzie mówi się, że usiłował pozyskać prozelitów dla judaizmu spośród hiszpańskich chrześcijan”
- Dunasz ben Labrat (920–990), poeta i gramatyk
- Izaak ibn Albalia, astronom i rabin Grenady
- Jekutiel ibn Hasan, minister królewski w Saragossie. Wypadł z łask, stracony.
- Josef ibn Migasz, rabin, talmudysta, dyplomata na dworze Grenady
- Mojżesz Majmonides, słynny rabin, jeden z najbardziej uznanych arbitrów religijnego prawa żydowskiego, lekarz i filozof
- Menachem ben Saruk, filolog i poeta
- Miguel Servet, żydowski konwertyta, astronom, lekarz, teolog, kartograf, tłumacz, poeta, matematyk i humanista[11], żył w Tudeli.
- Solomon ben Gabirol, poeta i filozof
- Mojżesz ben Enoch
- Jehuda Halewi, wybitny poeta, lekarz i filozof
- Abraham ibn Ezra, rabin, filozof, astronom, matematyk, lingwista, poeta
- Mojżesz ben Ezra, filozof, lingwista i poeta
- Beniamin z Tudeli, podróżnik i odkrywca
- Samuel ibn Nagrela, talmudysta, gramatyk, filolog, poeta, wojownik i wezyr
- Chasdaj ibn Szaprut, lekarz nadworny i polityk
- Juda ben Saul ibn Tibbon